# Сорока Денис Олександрович
Денис Олександрович Сорока (нар. 27 липня 2001, Ювілейне, Дніпропетровська область, Україна) — український футболіст, лівий захисник.

## Життєпис
У юнацькому чемпіонаті Дніпропетровської області та ДЮФЛУ виступав за «Дніпро» та «Олімпік» (Ювілейне). Напередодні старту сезону 2018/19 років переведений до першої команди «Дніпра». В аматорському чемпіонаті України зіграв 15 матчів. Учасник програного (0:1) півфінального поєдинку аматорського кубку України проти «Вовчанська». На початку серпня 2019 року перебрався до «Дніпра-1», де виступав за молодіжну команду клубу.
У липні 2021 року відправився в оренду до «Нікополя». У футболці «городян» дебютував 8 серпня 2021 року в нічийному (2:2) домашньому поєдинку 3-го туру групи «Б» Другої ліги України проти «Тростянця». Денис вийшов на поле в стартовому складі та відіграв увесь матч. У сезоні 2021/22 років зіграв 16 матчів у Другій лізі та 2 поєдинки в кубку України. Наприкінці червня 2022 року повернувся до «Дніпра-1», але за команду більше не грав.
У середині серпня 2022 року вільним агентом приєднався до «Скорука». У футболці томаківського клубу дебютував 27 серпня 2022 року в нічийному (1:1) виїзному поєдинку 1-го туру групи «Б» Першої ліги України проти «Чернігова». Сорока вийшов на поле в стартовому складі та відіграв увесь матч, на 50-й хвилині відзначився першим голом у професіональному футболі, а на 89-й хвилині відзначився автоголом та встановиви остаточний рахунок. У першій половині сезону 2022/23 років провів 3 матчі (1 гол) у Першій лізі України. Після розформування професіональної команди «Скорука» став вільним агентом.
На початку квітня 2023 року підписав контракт з «Гірник-Спортом». У футболці клубу з Горішніх Плавнів дебютував 23 квітня 2023 року в переможному (1:0) домашньому поєдинку групи вибування Першої ліги України проти чернівецької «Буковини». Денис вийшов на поле в стартовому складі, а на 84-й хвилині отримав пряму червону картку.